# Kutzbach (Much)
Kutzbach war ein Ortsteil der Gemeinde Much im nordrhein-westfälischen Rhein-Sieg-Kreis.

## Lage
Kutzbach liegt im südlichen Much und ist heute in der Wohnbebauung des Ortes verwachsen. Frühere Nachbarorte waren Krahm im Nordwesten und Reichenstein im Südosten.

## Einwohner
1845 waren die Höfe als zwei Haushalte mit zwölf Bewohnern verzeichnet.
1901 war der Ort ein Gehöft und hatte 20 Einwohner in den vier Haushalten Ackerer Joh. Albert Höller, Schuster Peter Höller, Schreiner Peter Josef Ludwig und Ackerer Peter Tillmann.